# Raión de Bucha
Raión de Bucha (en ucraniano: Бучанський район) es un raión o distrito de Ucrania en el óblast de Kiev. La capital es la ciudad de Bucha.
Comprende una superficie de 2555,5 km².

## Demografía
Según estimación de 2022, contaba con una población total de 375.536 habitantes.

## Otros datos
El código KATOTTG fue UA32080000000084076.
Durante la invasión rusa de Ucrania, entre el 5 y 21 de marzo de 2022, en el seló Moschún perteneciente a este raión se desarrolló la Batalla de Moschún (en:Battle of Moshchun), "una de las batallas más feroces e importantes en el marco de la ofensiva del norte de Kiev" y "posiblemente la más importante que tuvo lugar en Europa desde la Segunda Guerra Mundial".